# Mylothris mortoni
Mylothris mortoni är en fjärilsart som beskrevs av Blachier 1912. Mylothris mortoni ingår i släktet Mylothris och familjen vitfjärilar. Inga underarter finns listade i Catalogue of Life.